# 國家元首 (電影)
《國家元首》（英語：Heads of State）是一部2025年美國動作喜劇電影，由伊利亞·奈舒勒執導，伊卓瑞斯·艾巴、約翰·希南及琵豔卡·喬普拉主演。電影講述英國首相與美國總統遭大敵盯上，被迫踏上跨國逃亡之旅並攜手合作。
電影2025年7月2日透過Prime Video串流發行。

## 劇情
由諾兒·比塞率領的英國軍情六處探員和中情局探員組成的聯合小組，正在西班牙布尼奧爾追捕俄羅斯軍火商維克多·格拉多夫。格拉多夫的人馬消滅了比塞的團隊，並盜取了與英語國家情報聯盟「五眼聯盟」使用的全球監控系統「梯隊」。
之後，英國首相山姆·克拉克接待了新當選的美國總統、前動作片明星威爾·德林傑的國事訪問。兩人關係並不融洽，並在媒體面前爆發了公開爭吵。隨後，兩人的助手昆西和伯德蕭建議他們一起乘坐空軍一號前往即將在的里雅斯特舉行的北約峰會，以向世界展現他們的融洽關係。克拉克和德林傑勉強同意。
飛行途中，空軍一號遭到格拉多夫的恐怖分子攻擊，飛機被擊落。克拉克和德林傑利用兩個降落傘成功逃脫，但被困在白俄羅斯，外界普遍認為他們已死。克拉克與德林傑意識到他們的內部裡有內鬼，於是搭上了一位友善的白俄羅斯女士的便車前往波蘭，並在華沙尋求中情局人士馬提·科默的庇護。格拉多夫的手下在殺手莎夏與歐嘉的帶領下襲擊了安全屋，科默疑似陣亡。克拉克與德林被比塞搭救；原來比塞在西班牙的格拉多夫襲擊中倖存。
比塞告訴克拉克和德林傑，格拉多夫的駭客哈蒙德闖入梯隊，並向公眾洩露國家安全機密而導致北約分崩離析。德林傑也了解到，克拉克在決定競選公職之前，曾與比塞有過一段戀情。三人乘火車前往義大利參加峰會，哈蒙德厭倦了被迫為格拉多夫工作而主動找上了他們；哈蒙德被格拉多夫的一名殺手射傷，死前給予了三人指示。三人前往他位於克羅埃西亞扎達爾的舊辦公室，利用格拉多夫的通聯記錄找出內鬼。德林傑和比塞發現，伯德蕭曾多次與格拉多夫聯繫。他們再次遭到格拉多夫及手下的襲擊，克拉克似乎在一次爆炸中喪生。
德林傑和比塞抵達的里雅斯特參加峰會，並得知真正的叛徒是副總統伊麗莎白·柯克，對方誣陷了伯德蕭的身分以作為掩護。為柯克和格拉多夫工作的殺手在的里雅斯特街頭追捕德林傑和比塞。兩人被克拉克搭救；克拉克在爆炸中倖存下來，並駕駛消防車從克羅埃西亞一路來到義大利。歐嘉在飛車追逐期間陣亡。克拉克、德林傑與比塞及時趕到峰會，阻止了柯克解散北約。德林傑與柯克對質，但格拉多夫為了柯克打算滅口自己而槍殺了她，格拉多夫的殺手們開始襲擊峰會。比塞殺死了莎夏，而克拉克與德林傑則擊落了直升機，令格拉多夫死於爆炸之中。
兩個月後，北約內部關係修復，克拉克與德林傑也成為了親密的朋友。片尾中，科默因頭部金屬板而倖存，並被比塞找上。

## 演員
- 約翰·希南飾演威爾·德林傑（Will Derringer）：美國總統，前動作電影巨星。
- 伊卓瑞斯·艾巴飾演山姆·克拉克（Sam Clarke）：英國首相，前英國陸軍士兵。
- 琵豔卡·喬普拉飾演諾兒·比塞（Noel Bisset）：軍情六處高級探員。
- 傑克·奎德飾演馬提·科默（Marty Comer）：駐華沙站的中情局探員。
- 派迪·康斯丁飾演維克多·格拉多夫（Viktor Gradov）：俄羅斯軍火商。
- 斯蒂芬·魯特飾演亞瑟·哈蒙德（Arthur Hammond）：格拉多夫的駭客。
- 卡拉·古奇諾飾演伊麗莎白·柯克（Elizabeth Kirk）：美國副總統，代理德林傑的職務。
- 莎拉·奈爾斯飾演西蒙·伯德蕭（Simone Bradshaw）：白宮幕僚長。
- 理察·古耶爾（英语：Richard Coyle）飾演昆西·哈靈頓（Quincy Harrington）：唐寧街幕僚長。
- 克萊兒·福斯特（英语：Clare Foster）飾演凱特·德林傑（Cat Derringer）：美國第一夫人。
- 卡特里娜·德登（Katrina Durden）飾演殺手歐嘉（Olga the Killer）：格拉多夫的殺手。
- 亞歷山大·庫茲涅佐夫（英语：Aleksandr Kuznetsov (actor)）飾演殺手莎夏（Sasha the Killer）：格拉多夫的殺手。
- 沙托·科普利飾演「庫普」·庫柏探員（Agent 'Coop' Cooper）：中情局探員，比塞的同僚。
- 阿德里安·盧基斯（英语：Adrian Lukis）飾演傑克·高登（Jack Gordon）：記者。
- 英格鮑嘉·戴肯耐（英语：Ingeborga Dapkūnaitė）飾演白俄羅斯農民：協助德林傑和克拉克的農民。
- 史蒂文·克瑞（英语：Steven Cree）飾演克拉森探員（Agent Crasson）：保護德林傑的特勤局探員。

## 製作
2020年10月，亞馬遜工作室宣布接手該項目，伊卓瑞斯·艾巴和約翰·希南將出演搭擋，他們之前曾共同出演過《自殺突擊隊：集結》。兩年後的2022年10月，伊利亞·奈舒勒受聘執導這部電影。2023年4月， 琵豔卡·喬普拉加入劇組。派迪·康斯丁、斯蒂芬·魯特、卡拉·裘吉諾、傑克·奎德、薩拉·奈爾斯和理查德·科伊爾將在下個月加入演員陣容。
電影2023年5月於倫敦開始主要拍攝。2023年6月，拍攝繼續在利物浦的圣乔治大厅進行。劇組下半年在7月和8月，外景拍攝轉移到的里雅斯特，拍攝幾場追逐戲。2024年5月，追加鏡頭在塞爾維亞貝爾格萊德拍攝。

## 發行
《國家元首》2025年7月2日透過Prime Video串流發行。

## 外部連結
- 互联网电影数据库（IMDb）上《國家元首》的资料（英文）